# يلينا إيلينيخ
يلينا روسلانوفنا إيلينيخ (بالروسية: Еле́на Русла́новна Ильины́х) هي راقصة جليد روسية ولدت في يوم 25 أبريل 1994 في أكتاو في كازاخستان. أبرز إنجازاتها هو فوزها بميداليتين أولمبيتين، ميدالية ذهبية بمنافسة الفرق وميدالية برونزية في المنافسة الفردية في دورة الألعاب الأولمبية الشتوية 2014 في سوتشي، كما فازت بميدالية فضية في بطولة العالم 2015 في طوكيو، وفازت بثلاثة ميداليات في بطولة أوروبا ميداليتين فضيتين وميدالية برونزية.